# Athyrma uloptera
Athyrma uloptera là một loài bướm đêm trong họ Erebidae.